# Les Fruits sauvages
Les Fruits sauvages is een  Franse dramafilm uit 1954 onder regie van Hervé Bromberger. Hij won met deze film de hoofdprijs op het filmfestival van Locarno.

## Verhaal
Maria Manzana is de oudste uit een gezin van vijf kinderen. Ze is de enige met een baan. De moeder van Maria is gestorven en haar vader is een brute dronkaard. Als hij op een avond zijn dochter Christine wil slaan, schiet Maria haar te hulp. Daarbij doodt ze per ongeluk haar vader. Ze besluiten vervolgens allemaal te vluchten naar een verlaten dorp.

## Rolverdeling
| Acteur          | Personage         |
| --------------- | ----------------- |
| Estella Blain   | Maria Manzana     |
| Evelyne Ker     | Christine Manzana |
| Marianne Lecène | Anna              |
| Michel Reynald  | Michel Manzana    |